# کیکو فمنیا
فرانسیسکو فمنیا فار (اسپانیایی: Francisco Femenía Far‎؛ زادهٔ ۲ فوریهٔ ۱۹۹۱) بازیکن فوتبال اهل اسپانیا است.
از باشگاه‌هایی که در آن بازی کرده‌است می‌توان به هرکولس، بارسلونا بی، رئال مادرید بی، آلکورکون، آلاوز و واتفورد اشاره کرد.